# جان ایرو
جان ایرو (انگلیسی: Jon Iru؛ زادهٔ ۳۱ مارس ۱۹۹۳) بازیکن فوتبال اهل اسپانیا است.
از باشگاه‌هایی که در آن بازی کرده‌است می‌توان به باشگاه فوتبال اتلتیک بیلبائو بی و باشگاه فوتبال رئال مورسیا اشاره کرد.